# Протимінні кораблі класу «Гант»
Протимінні кораблі класу «Гант» (англ. Hunt-class mine countermeasures vessel) — це клас тринадцяти військових протимінних суден Королівського флоту Великої Британії, пізніше Греції та Литви. За своєю конструкцією і призначенням, вони поєднували окремі ролі традиційного тральщика та активного мисливця за мінами в одному корпусі, але пізніші модифікації вилучили обладнання для тралення мін. Також виконують другорядну роль як офшорні сторожові кораблі.

## Розробка
Після впровадження на початку 1980-х років вони були найбільшими військовими кораблями, коли-будь виготовленими із армованого склопластику  і останніми в експлуатації використовували дизельний двигун Napier Deltic. Всі вони були побудовані Vosper Thornycroft у Вулстоні, за винятком Cottesmore та Middleton, які були побудовані Yarrow Shipbuilders Limited на річці Клайд. Quorn був останнім кораблем цього класу, спущеним на воду.
Після продажу Bicester і Berkeley грецькому флотові, продажу Cottesmore і Dulverton литовському флоту та виведення з експлуатації Brecon, контракт на реконструкцію решти вісьмох суден був підписаний BAE Systems у 2008 році, згідно з чим 30-річні силові агрегати Napier Deltic 9-59K були замінені двигунами Caterpillar CAT C32, а також новими коробками передач, носовими маневровими гвинтами, гребними гвинтами та системами управління в рамках шестирічної програми реконструкції, яка була завершена в 2018 році.
Можливості решти вісьмох суден класу «Гант» були значно покращені установкою Sonar Type 2193 та командною системою NAUTIS 3. Продуктивність Sonar 2193 перевищує ефективність будь-якого іншого гідролокатора, що працює на сьогодні у світі, і здатна виявляти та класифікувати об'єкт розміром футбольного м'яча на відстані до 1,000 метра (1,094 ярд). Наприкінці 2007 року Chiddingfold використовував безпілотник Seafox, систему знешкодження мін Королівського флоту, під час навчань «Нептунів воїн» біля Шотландії. Міністерство оборони описує Seafox як "найсучаснішу систему типу "вистрілив і забув", здатну знищувати міни на глибинах до 300 метрів".
У доповіді про оборону 2021 року було оголошено, що всі судна класу Гант будуть виведені з служби Королівського флоту в 2020-х і замінені автоматизованими системами. .

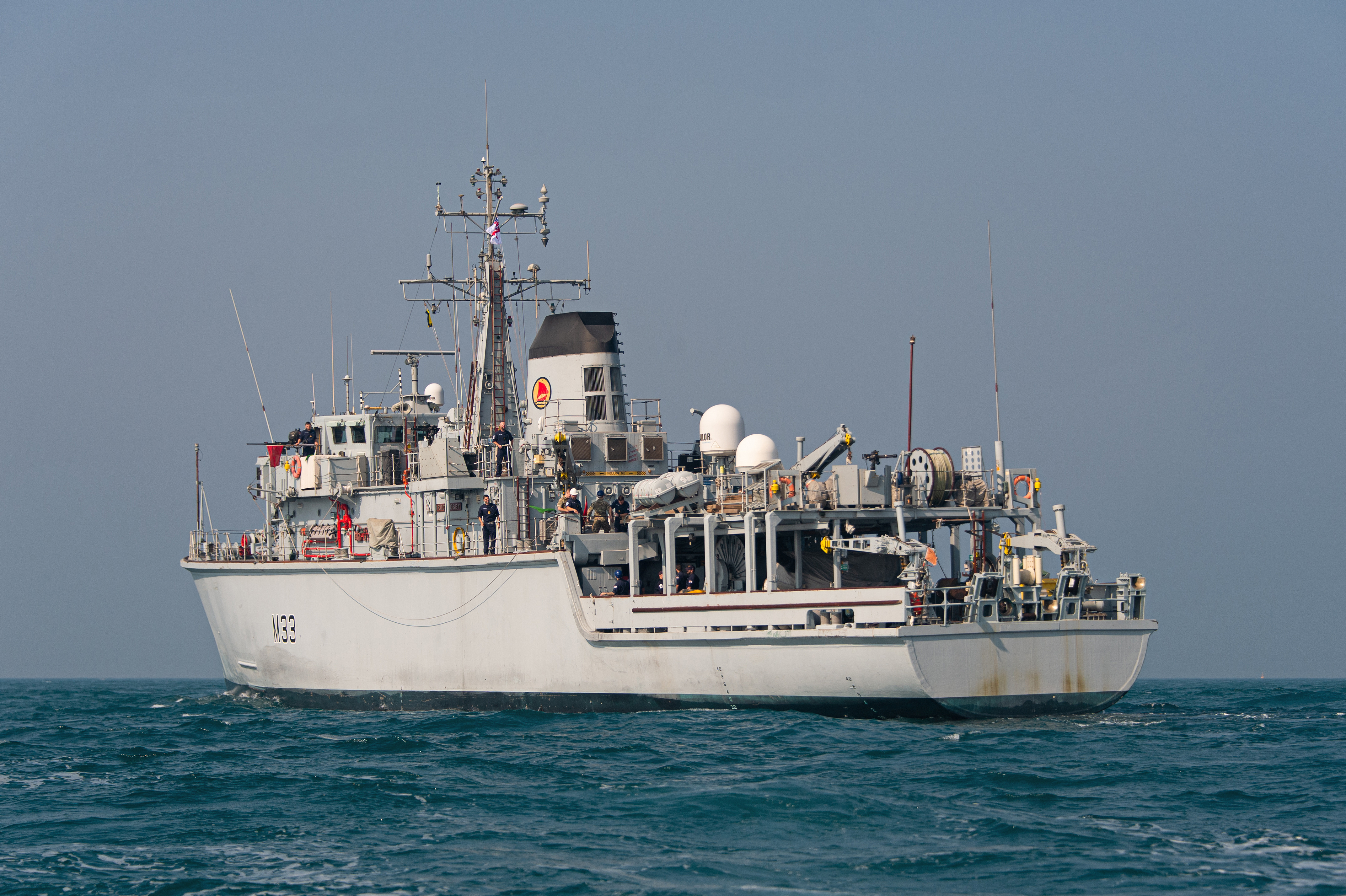
Вигляд з корми HMS Brocklesby біля Бахрейну в 2021 році

## Кораблі в класі
Усі 13 кораблів цього класу повторно використовували імена есмінців Hunt-class часів ІІ Світової війни. Чотири імені також використовувались для Hunt-class тральщиків : це були HMS Bicester, Cattistock, Cottesmore і Quorn. HMS Atherstone був колісним тральщиком у 1916 році, і Brocklesby був переробленим з торговельного каботажним судном у 1916 році.
| ВМС              | Ім'я                | Бортовий номер | Будівельник         | Запущений | Введено в експлуатацію | Статус                                                                                       |
| ---------------- | ------------------- | -------------- | ------------------- | --------- | ---------------------- | -------------------------------------------------------------------------------------------- |
| Британський флот | Brecon              | М29            | Vosper Thornycroft  | 1978 рік  | 1980 рік               | Знятий з експлуатації, зараз навчальний корабель у HMS Релі                                  |
| Британський флот | Ledbury             | М30            | Vosper Thornycroft  | 1979 рік  | 1981 рік               | На активній службі                                                                           |
| Британський флот | Cattistock          | М31            | Vosper Thornycroft  | 1981 рік  | 1982 рік               | На активній службі                                                                           |
| Британський флот | Brocklesby          | М33            | Vosper Thornycroft  | 1982 рік  | 1982 рік               | На активній службі                                                                           |
| Британський флот | Middleton           | М34            | Yarrow Shipbuilders | 1983 рік  | 1984 рік               | На активній службі                                                                           |
| Британський флот | Chiddingfold        | М37            | Vosper Thornycroft  | 1983 рік  | 1984 рік               | На активній службі                                                                           |
| Британський флот | Atherstone          | М38            | Воспер Торнікрофт   | 1986 рік  | 1986 рік               | Знято з експлуатації 14 грудня 2017 року                                                     |
| Британський флот | Hurworth            | M39            | Vosper Thornycroft  | 1984 рік  | 1985 рік               | На активній службі                                                                           |
| Британський флот | Quorn               | М41            | Vosper Thornycroft  | 1988 рік  | 1989 рік               | Знято з експлуатації 14 грудня 2017 року                                                     |
| ВМФ Греції       | "HS Europa" class   | М62            | Vosper Thornycroft  | 1985 рік  | 1988/2001              | На активній службі, колишній HMS Бістер                                                      |
| ВМФ Греції       | "HS Kallisto" class | М63            | Vosper Thornycroft  | 1986 рік  | 1986/2000              | Колишній HMS Берклі, розрізаний навпіл під час зіткнення з контейнеровозом 27 жовтня 2020 р. |
| ВМФ Литви        | Skalvis             | М53            | Yarrow Shipbuilders | 1982 рік  | 1983/2011              | На активній службі, колишній "HMS Cottesmore (M32)"                                          |
| ВМФ Литви        | Kuršis              | М54            | Vosper Thornycroft  | 1982 рік  | 1983/2011              | На активній службі, колишній "HMS Dulverton (M35)"                                           |

## Зовнішні посилання
- Mine Countermeasures Vessels - Hunt Class. Royal Navy. Архів оригіналу за 27 березня 2019. Процитовано 20 червня 2021.